# Dyckia ragonesei
Dyckia ragonesei är en gräsväxtart som beskrevs av Alberto Castellanos. Dyckia ragonesei ingår i släktet Dyckia och familjen Bromeliaceae. Inga underarter finns listade i Catalogue of Life.